# Chuck, a dömper kalandjai
A Chuck, a dömper kalandjai (eredeti címén The Adventures of Chuck & Friends) amerikai-kanadai televíziós 3D-s számítógépes animációs sorozat. Amerikában 2010. október 15. és 2011. december 26. között a Hub Network vetítette. Kanadában, a The CW sugározta. Magyarországon a Minimax tűzte műsorra, és a TV2 adta le.

## Ismertető
Ez a sorozat szórakoztató, amelyből nagyon sok jót megtanulhatunk a barátságról és arról is, hogy fontos az egészségünkre is vigyázni. A történetből azt is megtudhatjuk, hogy mennyire fontos az ígéreteket megtartani valamint, hogy a felelősséget vállaljuk el tetteink érdekében. Chuck és a barátai mindig összetartanak, hogy helyre hozzanak minden problémát, de készen állnak arra is, hogy bármikor bármit jól építsenek fel és saját magukat jól érezzék.

## Szereplők
- Chuck
- Rowdy
- Handy
- Digger
- Biggs
- Boomer
- Flip
- Holly
- Porter
- Soku
- Rally

## Magyar hangok
Chuck, a dömper: Zsemlye Balázs